# Sara Correia
Sara Sofia Correia (Lisboa, 27 de maio de 1993) é uma fadista portuguesa, natural do bairro de Chelas. É sobrinha da cantora Joana Correia.

## Percurso
Sara Correia cresce numa família de fadistas. Aos 3 anos, idade com que já frequenta casas de fado, vê a tia, a cantora Joana Correia, vencer a Grande Noite do Fado — uma importante competição ao vivo, organizada pela Casa da Imprensa desde 1953 e transmitida em directo na televisão portuguesa (RTP).
Marvila, bairro de onde é natural, não tem casas de fado, mas, à sua porta, há uma importante escola de fado, canto e música, o Clube Lisboa Amigos do Fado, gerido por Armando Tavares, local de quase-peregrinação por onde passaram muitos outros artistas (Ana Moura, Ângelo Freire, Pedro Soares, etc.), e onde se «tiram tons» e se aprende. Aos 9, Sara bate à porta e pede para cantar. Assim começa o seu percurso como fadista.

### Casas de fado eGrande Noite do Fado
Desde os 12 que canta em casas de fado, experiência de que não prescinde, tendo passado pela Mesa de Frades — onde se estreia profissionalmente —, Bacalhau de Molho, Fado em Si, Páteo de Alfama, entre outras.
Com apenas 13 anos ganha a Grande Noite do Fado, momento determinante que consolida a ideia de fazer do fado a sua vida.
Aos 15 anos, é convidada para integrar o elenco profissional da real Casa de Linhares, em Alfama, onde canta ao lado de Celeste Rodrigues, Maria da Nazaré e Jorge Fernando, artistas com quem diz ter aprendido muito.
Várias são as vozes e percursos que a inspiram: Amália Rodrigues, Celeste Rodrigues, Joana Correia, Fernanda Maria, Beatriz da Conceição, Lucília do Carmo e Hermínia Silva.
Em Portugal, para além das casas de fado, Sara já actuou no CCB, nos festivais Caixa Alfama e Caixa Ribeira, no Altice Arena, a título de exemplo. Os seus concertos têm enchido salas pelo país fora.
Em 2017, participa no filme Alfama em Si de Diogo Varela Silva (em fase de pós-produção), dando corpo à Severa (personagem histórica e símbolo do fado). O filme conta com um elenco de luxo, com nomes como Celeste Rodrigues, Camané, Ana Moura, Ricardo Ribeiro, entre outros.
Em 2018, é convidada pelo realizador francês Joël Santoni para cantar «O Grito», de Amália Rodrigues e Carlos dos Santos Gonçalves, na série de televisão Une famille formidable.

### Sara Correia— 1.º álbum
Apesar de ter gravado Destino, em 2008 — registo adolescente resultante da sua participação na Grande Noite do Fado —, a fadista considera que a sua estreia nos discos se dá com Sara Correia, álbum homónimo, lançado no dia 14 de setembro de 2018, produzido por Diogo Clemente (seu amigo de longa data) e editado com o selo da Universal Music Portugal (pela Wrasse Records no Reino Unido, Alemanha, França, Benelux e Japão).
Participam nele os músicos Ângelo Freire (guitarra portuguesa), o mestre Marino de Freitas (baixo), Vicky Marques (percussões), Ruben Alves (piano), André Silva (bateria) e Diogo Clemente (viola de fado e produção musical).
«Fado Português» e «Quando o Fado Passa», dois dos temas do disco, são escolhidos como cartões de visita e lançados antes do álbum (no dia 3 de setembro de 2018).
Do concerto de Sara na Praça do Município, em Lisboa, dias antes do disco aparecer nas lojas, diz-nos Miguel Branco, jornalista do Observador: «Caso para dizer que o fado não só passa como veio para ficar.»
O álbum entra directamente para o 8.º lugar do top de vendas em Portugal na primeira semana e vale-lhe duas nomeações (Melhor Álbum de Fado e Melhor Artista Revelação) na primeira edição dos prémios Play - Prémios da Música Portuguesa, iniciativa da associação PassMúsica, formada pela Audiogest e pela GDA —, e o Prémio Revelação da Rádio Festival.
A crítica nacional e internacional não lhe poupa elogios. Em Portugal é apelidada de «furacão do fado» e de «grande voz da nova geração».
Deste primeiro trabalho, a que atribui 4 estrelas, diz-nos Gonçalo Frota, jornalista do Público: «Sara Correia lança aos 25 anos um impressionante álbum homónimo assente em tradicionais. Diz que nasceu para isto. E é difícil de duvidar. […] É uma voz de soberbo ataque, imponente, de uma projecção que nos prende à cadeira se diante dela estivermos […], de charmosos graves amalianos e tão cheia de uma alma tradicional que não deixa grandes dúvidas quanto à verdade que lhe pulsa nas veias.»
A revista Songlines, verdadeira bíblia para aqueles que acompanham a World Music, também dá 4 estrelas ao álbum, e publica:  «Por vezes, uma voz nova lembra-nos que o fado tradicional ainda está bem vivo. […] Sara Correia é uma dessas vozes.»
Já no site WorldMusicCentral pode ler-se: «O seu álbum homónimo e de estreia mostra o seu talento como intérprete, com uma voz poderosa e carismática que projeta a intensidade, a essência e a paixão do fado.»
Ao álbum Sara Correia seguem-se mais de 30 concertos, em 2019, em países como Espanha, Coreia do Sul, Noruega, Itália, Áustria, Ilhas Reunião e, já em 2020, Índia, Bélgica, Países Baixos e Chile.
O disco, com a chancela da Universal Music Portugal, é composto por 11 faixas, num total de 39 minutos:
1. «Fado Português» (Alain Oulman/José Régio) — 4:44;
2. «Quando o Fado Passa» (Cátia Oliveira/Valter Rolo) — 3:31;
3. «Sou a Casa» (Diogo Clemente/Fado Joaquim Campos) — 3:58;
4. «O Meu Bom Ar» (Diogo Clemente/Miguel Ramos (Fado Margarida)) — 2:33;
5. «Agora o Tempo» (Diogo Clemente) — 4:09;
6. «Zé Maria» (Fernando José Esteves/Raul Ferrão) — 2:53;
7. «Hoje» (Diogo Clemente/José António Barbosa) — 3:41;
8. «Lisboa e o Tejo» (Fontes Rocha/Mário Rainho) — 3:11;
9. «Veio a Saudade» (António Campos/Jorge Barradas), 2:58;
10. «Corrido dos Botões» (Diogo Clemente/Fado Corrido) — 3:25;
11. «Se o Mundo Dá Tantas Voltas» (Alfredo Marceneiro/Linhares Barbosa) — 3:30.

### Do Coração— 2.º álbum
O seu segundo álbum, Do Coração, foi lançado no dia 25 de setembro de 2020, uma vez mais em parceria com Diogo Clemente (produção musical) e com a chancela da Universal Music Portugal; conta com temas do fado tradicional e vários originais — compostos e escritos para a sua voz, por nomes como Joana Espadinha, Luísa Sobral, Paulo Abreu Lima e António Zambujo (com quem canta o único dueto do disco), Jorge Cruz, Vitorino, Carolina Deslandes, Mário Pacheco e o próprio Diogo Clemente.
Acompanham-na no disco os músicos: Ângelo Freire (guitarra portuguesa); André Silva (bateria); e Diogo Clemente (guitarra, viola de fado, percussão, sintetizador, programação e baixo). Em alguns temas juntam-se-lhes os músicos Bernardo Couto (guitarra), Ivo Costa (bateria), Ruben Alves (piano, órgão, acordeão, teclados), Marino de Freitas (baixo) e Chico Santos (contrabaixo).
«Chegou Tão Tarde», escrito e composto por Joana Espadinha, é o primeiro single divulgado (em 25 de março de 2020). Com videoclipe realizado por Cláudia Batalhão, o tema é escolhido para a banda-sonora da telenovela da TVI Quer o Destino.
Seguem-se:  «Dizer Não» (apresentado ao público no dia 4 de setembro), um quase fado-tango, escrito e composto por Luísa Sobral, com videoclipe de Filipe Correia Santos; e «O Porquê do Fado», de Carolina Deslandes (divulgado já depois do lançamento do disco, no dia 12 de janeiro de 2021), gravado ao vivo no concerto Festival Cervantino, México, 2020. O último single a ganhar um vídeo (8 de abril de 2021) é «Antes Que Digas Adeus», Fado Maria com letra de Diogo Clemente, realizado por André Tentúgal.
O disco conta ainda com temas de Vitorino («Por Passares», com letra de Diogo Clemente), Mário Pacheco («O Pórtico», com letra de Diogo Clemente) e Jorge Cruz («Por Perto»), e com uma letra de Manuela de Freitas para o «Fado Triplicado» de José Marques («Os Teus Recados»).
As críticas são, novamente, muito positivas. Lia Pereira, do Expresso, dá 4 estrelas ao álbum e diz: «Dois anos depois da estreia, Sara Correia está pronta para deixar uma marca no fado incorporando outros sons». Nuno Pacheco, do Público, também classifica o disco com 4 estrelas e escreve: «Agora, surge com um disco chamado Do Coração, apurado com a ajuda e a participação de Diogo Clemente (que produziu o primeiro e volta a produzir o segundo), inteiramente preenchido com originais, mas onde o fado tradicional ainda tem o seu lugar, a par de canções novas que ela tingiu de cores fadistas com os graves da sua voz».
O álbum entra directamente para o top dos álbuns mais vendidos em Portugal (8.º lugar), repetindo, assim, o sucesso do primeiro.
O disco, com o selo da Universal Music Portugal, é composto por 11 faixas, num total de 34 minutos:
1. «Chegou Tão Tarde» (Joana Espadinha) — 3:38;
2. «Tu Ganhas Sempre» (Diogo Clemente) — 2:34;
3. «Antes Que Digas Adeus» (Fado Maria Rita/Diogo Clemente) — 3:05;
4. «Dizer Não» (Luísa Sobral) — 3:01;
5. «Solidão» (António Zambujo/Paulo Abreu Lima) — 3:01 — em dueto com António Zambujo;
6. «Não Se Demore» (Fado Pedro Rodrigues/Diogo Clemente) — 2:24;
7. «Por Passares» (Vitorino/Diogo Clemente) — 3:29:
8. «Por Perto» (Jorge Cruz) — 3:53;
9. «O Pórtico» (Mário Pacheco/Diogo Clemente) — 3:17;
10. «Os Teus Recados» (Fado Triplicado, José Marques/Manuela de Freitas) — 2:26;
11. «O Porquê do Fado» (Carolina Deslandes) — 3:27.

Ao álbum Do Coração seguem-se alguns concertos em streaming (realizados durante as fases mais críticas da pandemia da Covid-19): Festival Cervantino, do México; Festival de Fado de Maputo; e Festival de Fado da América Latina.
Em 3 de julho de 2020, é a fadista convidada do 11.º episódio do programa Em Casa d'Amália, produzido pela RTP, onde aparece ao lado de Diogo Piçarra, André Amaro, Bruno Chaveiro e João Filipe.
2021 começa da melhor forma. Sara Correia é uma das vozes escolhidas para cantar, no dia 5 de janeiro, no concerto inaugural da Presidência Portuguesa do Conselho da União Europeia, ao lado de Camané, Carminho e Ana Moura. Acompanham-nos a Orquestra Sinfónica Portuguesa, dirigida pela maestrina Joana Carneiro.
Seguem-se concertos em Portugal e no estrangeiro (Espanha, Marrocos, Tunísia e Reino Unido).
Em abril de 2021, é a estrela do 4.º episódio da websérie Meu Bairro Minha Língua, a convite do seu autor, o rapper Vinicius Terra, programa transmitido em Portugal pela RTP.

## Discografia
- Sara Correia (Universal Music Portugal/Wrasse Records, 2018)
- Do Coração (Universal Music Portugal, 2020)

## Videografia
2018
- «Fado Português», composto por Alain Oulman, com letra de José Régio, realizado por André Tentúgal.

2020
- «Chegou Tão Tarde», escrito e composto por Joana Espadinha. Realização de Cláudia Batalhão.
- «Dizer Não», escrito e composto por Luísa Sobral, com videoclipe de Filipe Correia Santos e participação da bailarina Catarina Casqueiro.

2021
- «O Porquê do Fado», escrito e composto por Carolina Deslandes e gravado ao vivo no concerto Festival Cervantino, México, 2020.
- «Antes Que Digas Adeus», Fado Maria com letra de Diogo Clemente, realizado por André Tentúgal.

The Voice Portugal
| Ano  | Canal | Programa              |
| ---- | ----- | --------------------- |
| 2023 | RTP1  | The Voice Gerações 2  |
| 2023 | RTP1  | The Voice Portugal 11 |